# Bärentatze
Die Bärentatze, kurz nur Tatze oder Tappen, ist in der Heraldik als gemeine Figur eine recht gern gewählte Wappenfigur.
Dargestellt wird vom Bären ein Teil seines Beines im Wappen oder Feld. Die Bärentatze wird vorrangig in Schwarz dargestellt. Die Krallen als Bewehrung werden häufig farblich abgesetzt und müssen bei der Wappenbeschreibung entsprechend erwähnt werden. Wird eine Tatze als abgerissen beschrieben, ist die Trennstelle ausgefranst und in Rot ausgeführt. Die Lage der Bärentatze im Wappen kann recht unterschiedlich sein. Die Lage könnte aus dem Rand oder Spalt von links oder rechts hervorbrechend, pfahlweis, schräggelegt oder nur schwebend sein. Auch ist das Halten von Gegenständen wie Schwert, Kreuz oder Ähnlichem im Wappen nicht ungewöhnlich, muss aber in der Wappenbeschreibung erwähnt werden. Bei zwei Tatzen im Wappen wird die parallele oder gekreuzte Lage entsprechend den heraldischen Regeln beschrieben. Werden zwei Tatzen als ein Stück ins Wappen genommen, sind die Trennflächen vereinigt und sind zu melden. Oft wird die Verbindung mit „überdeckt/verbunden mit Brustfell“ blasoniert. Auch kommt das Trittsiegel im Wappen vor und muss auch so benannt werden. Diese Darstellung ist selten. Eine Tatze oder mehrere Tatzen im Oberwappen sind auch entsprechend zu beschreiben.

## Beispiele

Achim (Landkreis Verden)
Aeschi bei Spiez
Altenau
Asendorf (Landkreis Diepholz)
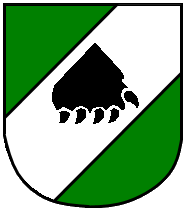
Bärenklau (Landkreis Oberhavel)
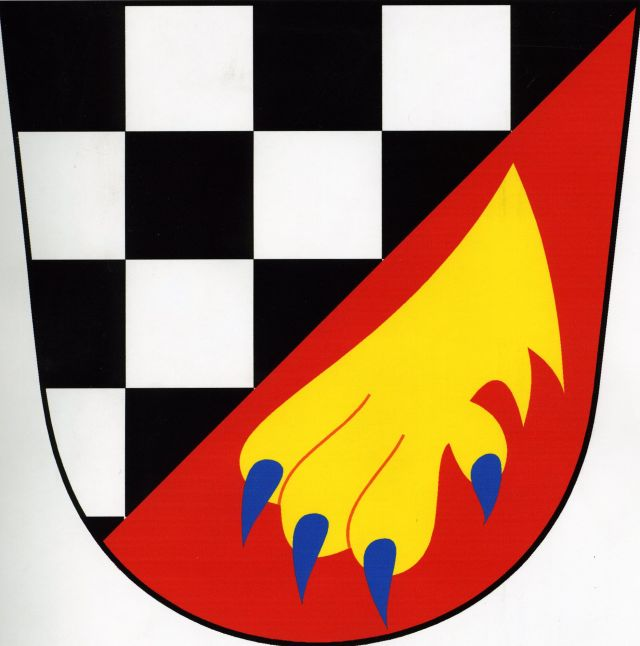
Bezvěrov (deutsch Bernklau)
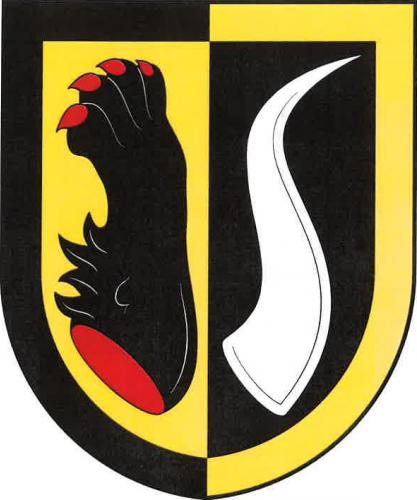
Běšiny
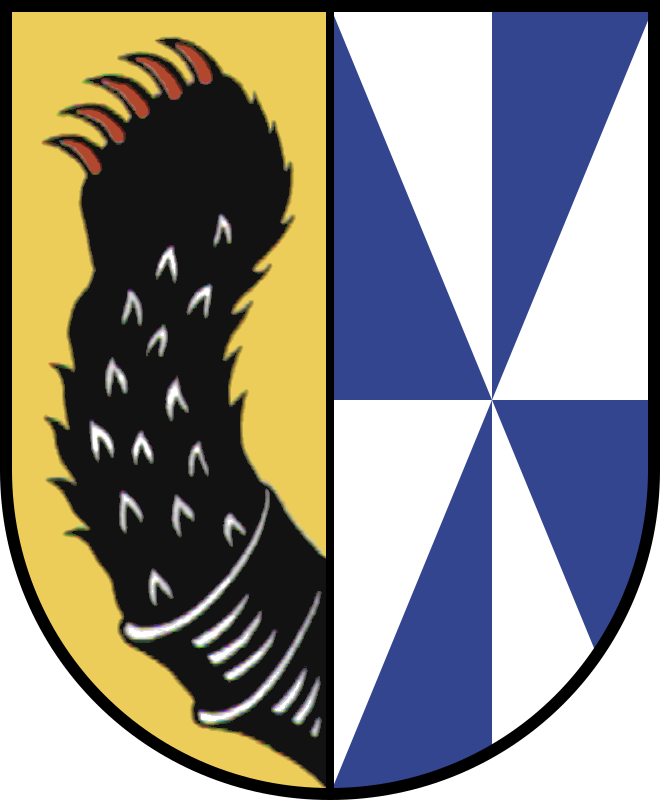
Bruchhausen-Vilsen
Bücken
Büren an der Aare
Landkreis Diepholz
Samtgemeinde Heemsen
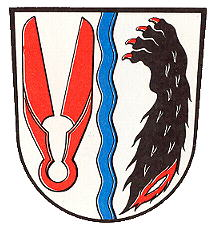
Hesselbach/Franken
Samtgemeinde Grafschaft Hoya
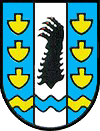
Samtgemeinde Kirchdorf
Kölliken
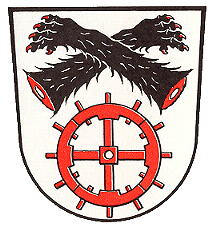
Kronach-Friesen
Landkern/Mosel
Maihingen
Mengkofen
Mrągowo (Sensburg)/Ermland-Masuren
Nidau (Amtsbezirk)
Landkreis Nienburg/Weser
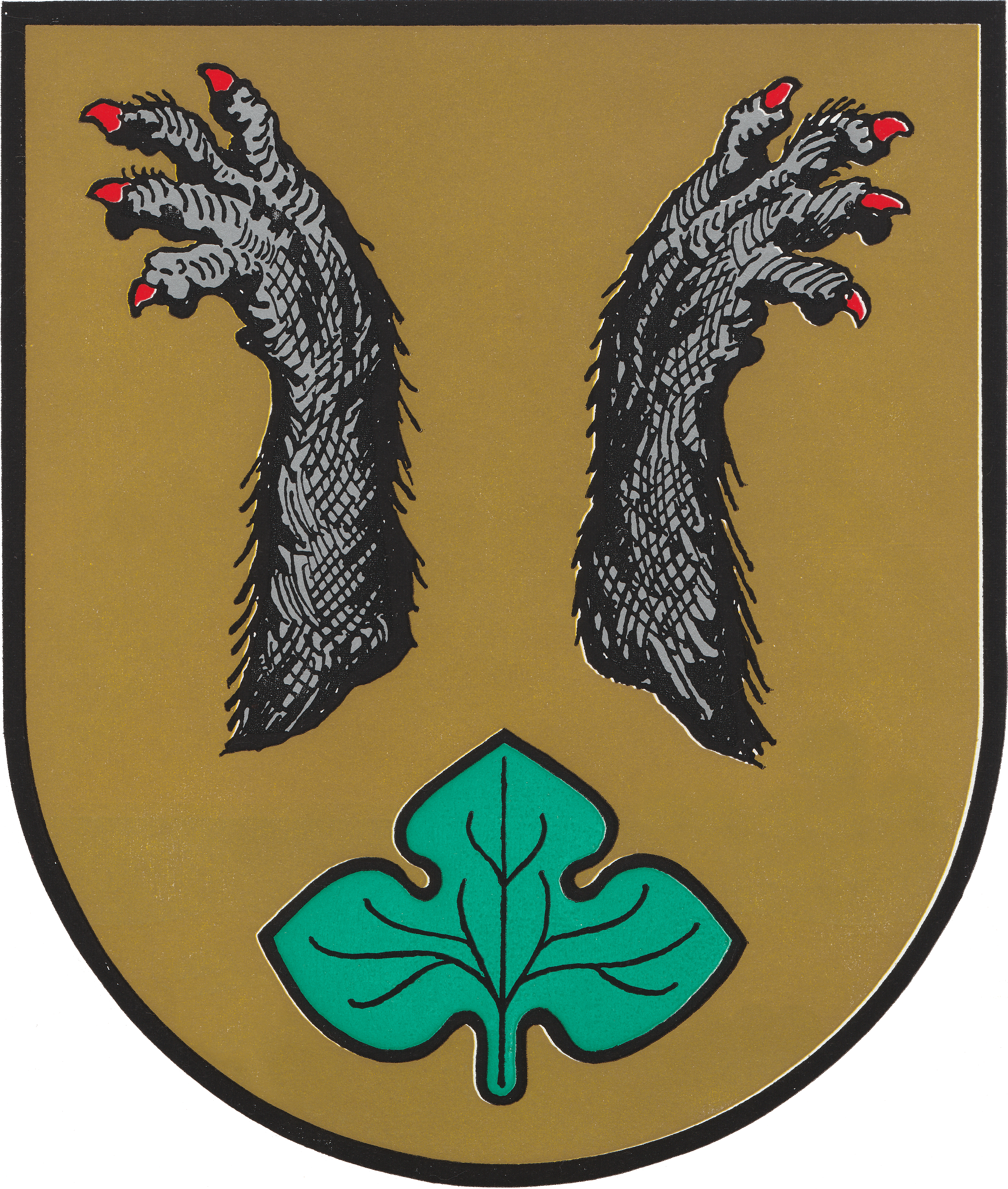
Nordahn
Nuijamaa
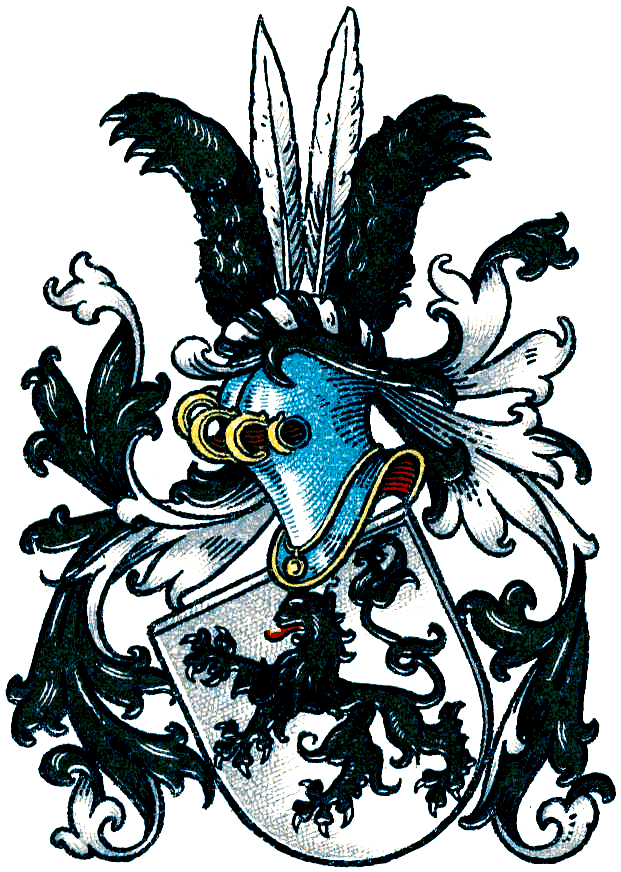
Ovelacker (Rittergeschlecht)
Pulsnitz
Rüschegg
Schwarme
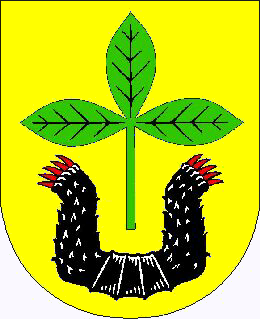
Siedenburg
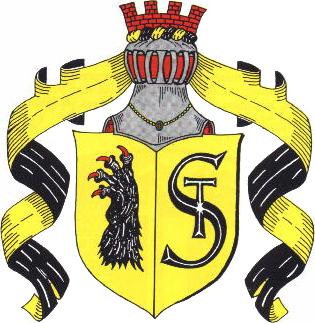
Steyerberg
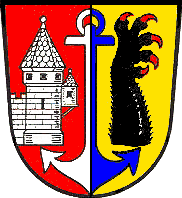
Stolzenau
Sulingen
Syke
Tröstau
Villigen (Aargau)
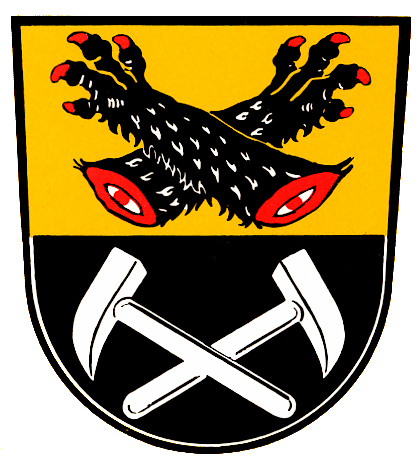
Vordorf im Fichtelgebirge
Ehemaliges Wappen von Vörå
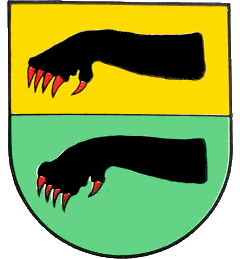
Yach/Landkreis Emmendingen
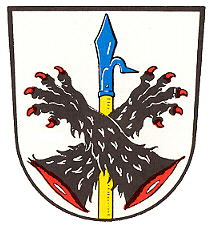
Zeyern
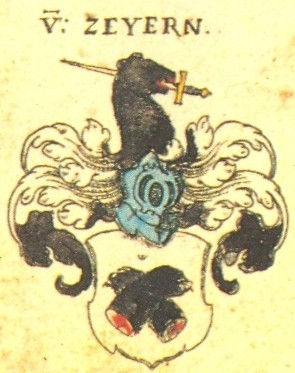
Zeyern (Adelsgeschlecht) nach Siebmacher
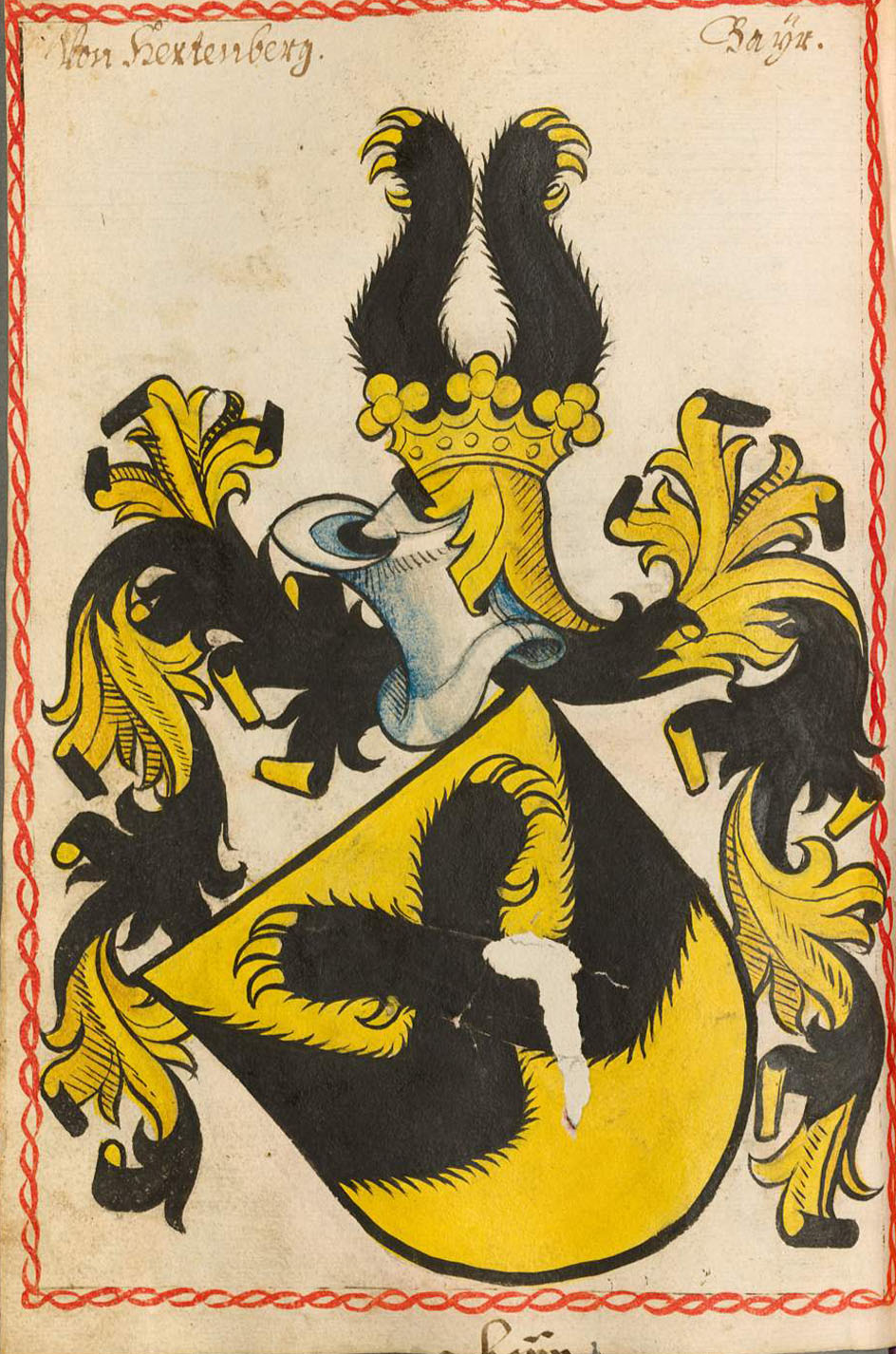
Hertenberg (Adelsgeschlecht) nach Scheibler